# Patrick O'Brian
Patrick O'Brian, pseudonimo di Richard Patrick Russ (Chalfont St. Peter, 12 dicembre 1914 – Dublino, 2 gennaio 2000), è stato uno scrittore, saggista e traduttore britannico.
Deve la sua fama nel mondo alla saga storica ambientata durante le Guerre napoleoniche, incentrata sui personaggi del capitano della Royal Navy Jack Aubrey e del suo fraterno amico ed inseparabile compagno di viaggio Stephen Maturin, medico di bordo, naturalista, letterato nonché agente segreto.

## Biografia
Il personaggio è davvero circondato dal mistero. Le fonti comuni lo definiscono irlandese e pare infatti che egli stesso scherzasse su questo punto descrivendosi come "un britannico di origine irlandese".
Pubblicò il suo primo romanzo all'età di 15 anni. Sposato, lasciò la moglie e i due bambini nel 1940 per ragioni oscure. Fu agente segreto britannico durante la seconda guerra mondiale, anche se all'inizio lavorava come autista di ambulanza. Stando invece a quanto sostenuto da alcuni giornalisti britannici in una pubblicazione del 1998, egli sarebbe nato a Chalfont St. Peter, Buckinghamshire, che non fosse cattolico bensì il figlio di un medico di origine inglese e di una donna inglese. Nella biografia scritta da Dean King, Patrick O'Brian: A Life Revealed viene ricostruita la complessa vita e la personalità di quest'uomo di lettere.
Morì in una stanza di albergo di Dublino all'età di 85 anni, e fu sepolto, secondo le sue disposizioni, nel cimitero della cittadina francese di Collioure, accanto alla sua ultima moglie Mary.

## Serie di Aubrey e Maturin
I venti romanzi che compongono la saga si distinguono per l'alta qualità delle ricerche storiche, per l'accurata esposizione delle complesse manovre navali all'epoca della marineria velica (che lo accostano ai libri di C.S. Forester e al protagonista delle sue storie, Horatio Hornblower) e per la descrizione dettagliata della vita nel XIX secolo, nonché per uno stile evocativo e ironico.

## Opere

### Serie diAubrey e Maturin
1. 1969 - Primo comando (Master and Commander), trad. di Paola Merla, Collana La Gaja Scienza n.476, Milano, Longanesi, 1995, ISBN 978-88-304-1305-4.
2. 1972 - Costa sottovento (Post Captain), trad. di Paola Merla, Collana La Gaja Scienza, Milano, Longanesi, 1996, ISBN 978-88-304-1360-3.
3. 1973 - Buon vento dell'Ovest (H.M.S. Surprise), trad. di Paola Merla, Collana La Gaja Scienza, Milano, Longanesi, 1997, ISBN 978-88-304-1416-7.
4. 1977 - Verso Mauritius (The Mauritius Command), trad. di Paola Merla, Collana La Gaja Scienza, Milano, Longanesi, 1998, ISBN 978-88-304-1457-0.
5. 1978 - L'isola della desolazione (Desolation Island), trad. di Paola Merla, Collana La Gaja Scienza, Milano, Longanesi, 1998, ISBN 978-88-304-1487-7.
6. 1979 - Bottino di guerra (The Fortune of War), trad. di Paola Merla, Collana La Gaja Scienza, Milano, Longanesi, 1999, ISBN 978-88-304-1519-5.
7. 1980 - Missione sul Baltico (The Surgeon's Mate), trad. di Paola Merla, Collana La Gaja Scienza, Milano, Longanesi, 1999, ISBN 978-88-304-1709-0.
8. 1981 - Duello nel Mar Ionio (The Ionian Mission), trad. di Paola Merla, Collana La Gaja Scienza, Milano, Longanesi, 2000, ISBN 978-88-304-1808-0.
9. 1983 - Il porto del tradimento (Treason's Harbour), trad. di Paola Merla, Collana La Gaja Scienza, Milano, Longanesi, 2000, ISBN 978-88-304-1840-0.
10. 1984 - Ai confini del mare (The Far Side of the World ), trad. di Paola Merla, Collana La Gaja Scienza, Milano, Longanesi, 2001, ISBN 88-304-1899-4.
11. 1986 - Il rovescio della medaglia (The Reverse Of The Medal), trad. di Paola Merla, Collana La Gaja Scienza, Milano, Longanesi, 2001, ISBN 978-88-304-1935-3.
12. 1988 - La nave corsara (The Letter of Marque), trad. di Paola Merla, Collana La Gaja Scienza, Milano, Longanesi, 2002, ISBN 978-88-304-1970-4.
13. 1989 - Rotta a Oriente (The Thirteen-Gun Salute), trad. di Paola Merla, Collana La Gaja Scienza, Milano, Longanesi, 2004, ISBN 978-88-304-1980-3.
14. 1991 - Caccia notturna (The Nutmeg of Consolation), trad. di Paola Merla, Collana La Gaja Scienza, Milano, Longanesi, 2004, ISBN 978-88-304-1981-0.
15. 1992 - Clandestina a bordo (Clarissa Oakes; negli USA come The Truelove), trad. di Paola Merla, Collana La Gaja Scienza, Milano, Longanesi, 2005, ISBN 978-88-304-1580-5.
16. 1993 - Fuoco sotto il mare (The Wine-Dark Sea), trad. di Paola Merla, Collana La Gaja Scienza, Milano, Longanesi, 2006, ISBN 978-88-304-1982-7.
17. 1995 - Doppia missione (The Commodore), trad. di Paola Merla, Collana La Gaja Scienza, Milano, Longanesi, 2007, ISBN 978-88-304-2212-4.
18. 1996 - Burrasca nella Manica (The Yellow Admiral), trad. di Paola Merla, Milano, Longanesi, 2008, ISBN 978-88-304-2204-9.
19. 1998 - I cento giorni (The Hundred Days), trad. di Paola Merla, Collana La Gaja Scienza n., Milano, Longanesi, 2008, ISBN 978-88-304-2213-1.
20. 1999 - Blu oltre la prua (Blue at the Mizzen), trad. di Paola Merla, Collana La Gaja Scienza n.946, Milano, Longanesi, 2010, ISBN 978-88-304-2214-8.
21. 2004 - L'ultimo viaggio di Jack Aubrey (The Final Unfinished Voyage of Jack Aubrey, prefazione di William Waldegrave), trad. di Paola Merla, Con un saggio di Gastone Breccia, Collana La Gaja Scienza n.980, Milano, Longanesi, 2010, ISBN 978-88-304-2815-7.

### SerieGolden Ocean
1. 1956 - The Golden Ocean
2. 1959 - The Unknown Shore

### Altri romanzi
- 1930 - Caesar
- 1938 - Hussein
- 1952 - Testimonies
- 1953 - The Catalans
- 1954 - The Road to Samarcand
- 1962 - Richard Temple

### Saggi
- 1974 - Men-of-War: Life in Nelson's Navy, W.W. Norton & Company, ISBN 0-393-03858-0.
- 1976 - Picasso (Pablo Ruiz Picasso. A Biography), trad. di Paola Merla, Milano, Collana Il Cammeo n.182, Milano, Longanesi, 1989, ISBN 978-88-304-0863-0; Milano, TEA, 1996-2021, ISBN 978-88-502-5847-5.
- 1987 - Joseph Banks. A Life, The Harvill Press, London.
- 1996 - Histoire Naturelle Des Indes: The Drake Manuscript in the Pierpont Morgan Library, con Morgan Pierpont e Ruth S Kraemer, traduzione, London: W.W. Norton, ISBN 978-0-393-03994-8.

### Traduzioni dal francese all'inglese
- Jacques Soustelle, Daily Life of the Aztecs on the Eve of the Spanish Conquest, London, George Weidenfeld & Nicolson Ltd, 1961.
- Henri Daniel-Rops, Daily Life in the Time of Jesus, London, George Weidenfeld & Nicolson Ltd, 1962.
- Henri Daniel-Rops, Munich: Peace for Our Time, London, George Weidenfeld & Nicolson Ltd, 1965.
- Henri Charrière, Papillon, London, Rupert Hart-Davis, 1970.
- Simone de Beauvoir, The Coming of Age, London, Weidenfeld & Nicolson, 1972.
- Henri Charrière, Banco: The Further Adventures of Papillon, New York, William Morrow, 1973.
- Miroslav Ivanov, Target: Heydrich, London, Hart-Davis, MacGibbon, 1973.
- Jean Lacouture, Charles De Gaulle, The Rebel 1890-1944, London, Collins Harvill, 1990, ISBN 978-0-393-02699-3.

## Adattamenti
- 2003 - Master and Commander - Sfida ai confini del mare (Master and Commander: The Far Side of the World), regia di Peter Weir.

## Curiosità
- Tutte le copertine dei libri sono state illustrate da Geoff Hunt, noto artista freelance.
- La nave che appare come la Surprise nel film Master and Commander - Sfida ai confini del mare è la HMS Rose, copia odierna di una omonima fregata britannica (1757-1799), della generazione precedente a quella della vera HMS Surprise, che combatté nella guerra di Indipendenza Americana e fu affondata per bloccare un porto. A dispetto del nome, non fa parte della Royal Navy, ma appartiene al registro navale statunitense. O'Brian visitò di persona la nave nel 1995 in occasione della presentazione del diciassettesimo libro della serie di Aubrey e Maturin, The Commodore, insieme con la moglie ed il famoso giornalista Walter Cronkite. La vera Surprise fu catturata ai francesi nel 1794, quando si chiamava l'Unité, e radiata nel 1802. La sua azione di cattura in porto della fregata ribelle HMS Hermione (il cui equipaggio si era ammutinato, aveva massacrato l'odiato comandante, Hugh Pigot, gli ufficiali e la parte fedele dell'equipaggio, ed aveva consegnato la nave agli spagnoli) nel 1796 a Puerto Cabello è vera, come molti dei fatti ricorrenti nei romanzi.